# Sayuri Yoshii
Sayuri Yoshii (Japans: 吉井 小百合 Yoshii Sayuri) (Chino (Nagano), 28 november 1984) is een voormalig langebaanschaatser uit Japan. Ze is gespecialiseerd in de sprintafstanden.
Yoshii debuteerde op het internationale profcircuit tijdens de WK Sprint van 2005 in Salt Lake City. Ze imponeerde direct met een vierde plaats in het eindklassement. Tijdens de WK Afstanden twee maanden later werd ze eveneens vierde op de 500 meter. Een jaar later tijdens de Olympische Winterspelen van Turijn werd ze negende op de 500 meter en vijftiende op de 1000 meter.
Yoshii is houdster van het wereldrecord voor junioren op de 500 meter geweest, met een tijd van 38,09 seconden.

## Persoonlijke records
| Afstand    | Tijd    | Datum            | Baan           |
| ---------- | ------- | ---------------- | -------------- |
| 500 meter  | 37,55   | 28 februari 2009 | Salt Lake City |
| 1000 meter | 1.14,05 | 6 maart 2009     | Salt Lake City |
| 1500 meter | 1.57,38 | 9 augustus 2009  | Calgary        |
| 3000 meter | 4.24,01 | 6 augustus 2005  | Salt Lake City |
| 5000 meter | 8.11,15 | 17 december 2006 | Kushiro        |

## Wereldrecords
| Nr. | Afstand | Tijd  | Datum            | Baan           |
| --- | ------- | ----- | ---------------- | -------------- |
| jr1 | 500 m   | 38,45 | 12 december 2003 | Salt Lake City |
| jr2 | 500 m   | 38,09 | 13 maart 2004    | Calgary        |

## Resultaten
| Jaar | WK Sprint | WK Afstanden      | Olympische Spelen           |
| ---- | --------- | ----------------- | --------------------------- |
| 2005 | 4e        | 4e 500m 10e 1000m |                             |
| 2006 | 8e        |                   | 9e 500m 15e 1000m           |
| 2007 | 11e       | 16e 1000m         |                             |
| 2008 | 17e       | 5e 500m 8e 1000m  |                             |
| 2009 | 7e        | 7e 500m 5e 1000m  |                             |
| 2010 | Zilver    |                   | 5e 500m 15e 1000m 26e 1500m |